# Єскіура
Єскіу́ра (каз. Ескіұра) — село у складі Аральського району Кизилординської області Казахстану. Входить до складу Жетес-бійського сільського округу.
У радянські часи село називалось Єскура або Єскара.
Населення — 244 особи (2021; 166 у 2009, 157 у 1999, 134 у 1989).